# کوپانگ کو
کوپانگ کو (کره‌ای: 쿠팡) شرکت فناوری اطلاعات کره‌ای است، که در سال ۲۰۱۰ تأسیس شد.